# العلاقات الباربادوسية الكورية الجنوبية
العلاقات الباربادوسية الكورية الجنوبية هي العلاقات الثنائية التي تجمع بين باربادوس وكوريا الجنوبية.

## مقارنة بين البلدين
هذه مقارنة عامة ومرجعية للدولتين:
| وجه المقارنة                                              | باربادوس       | كوريا الجنوبية                                                          |
| --------------------------------------------------------- | -------------- | ----------------------------------------------------------------------- |
| المساحة (كم2)                                             | 439            | 100.30 ألف                                                              |
| عدد السكان (نسمة)                                         | 285.72 ألف     | 51.47 مليون                                                             |
| الكثافة السكانية (ن./كم²)                                 | 65.08 ألف      | 513.16                                                                  |
| العاصمة                                                   | بريدج تاون     | سول                                                                     |
| اللغة الرسمية                                             | لغة إنجليزية   | اللغة الكورية                                                           |
| العملة                                                    | دولار بربادوسي | وون كوري جنوبي                                                          |
| الناتج المحلي الإجمالي (بليون دولار)                      | 4.80 مليار     | 1.53 تريليون                                                            |
| الناتج المحلي الإجمالي (تعادل القوة الشرائية) بليون دولار | 4.66 مليار     | 1.75 تريليون                                                            |
| الناتج المحلي الإجمالي الاسمي للفرد دولار أمريكي          | 15.43 ألف      | 27.22 ألف                                                               |
| الناتج المحلي الإجمالي للفرد دولار أمريكي                 | 16.06 ألف      |                                                                         |
| مؤشر التنمية البشرية                                      | 0.795          | 0.901                                                                   |
| رمز المكالمات الدولي                                      | +1246          | +82                                                                     |
| رمز الإنترنت                                              | .bb            | .kr                                                                     |
| المنطقة الزمنية                                           | 00             | توقيت كوريا الجنوبية، ت ع م+09:00، آسيا/سيول ‏، ت ع م+08:00، ت ع م+08:30 |

## منظمات دولية مشتركة
يشترك البلدان في عضوية مجموعة من المنظمات الدولية، منها:
| علم المنظمة | اسم المنظمة                               | تاريخ انضمام باربادوس | تاريخ انضمام كوريا الجنوبية |
| ----------- | ----------------------------------------- | --------------------- | --------------------------- |
|             | مؤسسة التمويل الدولية                     | 25 يونيو 1980         | 16 مارس 1964                |
|             | منظمة حظر الأسلحة الكيميائية              | ?                     | ?                           |
|             | يونسكو                                    | 24 أكتوبر 1968        | 14 يونيو 1950               |
|             | الأمم المتحدة                             | 9 ديسمبر 1966         | 17 سبتمبر 1991              |
|             | منظمة الشرطة الجنائية الدولية             | ?                     | ?                           |
|             | البنك الدولي للإنشاء والتعمير             | 12 سبتمبر 1974        | 26 أغسطس 1955               |
|             | الاتحاد البريدي العالمي                   | ?                     | ?                           |
|             | مؤسسة التنمية الدولية                     | 29 سبتمبر 1999        | 18 مايو 1961                |
|             | منظمة التجارة العالمية                    | ?                     | ?                           |
|             | المركز الدولي لتسوية المنازعات الاستشارية | 1 ديسمبر 1983         | 23 مارس 1967                |
|             | وكالة ضمان الاستثمار متعدد الأطراف        | 12 أبريل 1988         | 12 أبريل 1988               |

## وصلات خارجية
- موقع وزارة الخارجية الباربادوسية
- موقع وزارة الخارجية الكورية الجنوبية